# 브라이언 이도우
브라이언 올라다포 이도우(영어: Brian Oladapo Idowu, 러시아어: Брайан Оладапо Идову, 1992년 5월 18일 ~ )는 왼쪽 수비수로 뛰는 나이지리아의 프로 축구 선수이다. 러시아에서 태어난 그는 나이지리아 국가대표팀에서 뛰고 있다.

## 구단 경력
상트페테르부르크에서 나이지리아인 아버지와 러시아계 나이지리아인 어머니 사이에서 태어난 이도우는 어린 나이에 나이지리아의 오웨리로 이주했고, 나중에 러시아로 다시 이주했다.
그는 2012년 5월 6일 FC 아흐마트 그로즈니와의 경기에서 FC 암카르 페름 소속으로 러시아 프리미어리그 데뷔 전을 치렀다.
2013-14 시즌에 디나모 상트페테르부르크로 임대된 후, 이도우는 2014년 6월 30일 암카르와 3년 계약을 체결했고, 2017년 2월에 다시 2020년 여름까지 계약을 연장했다.

### 로코모티프 모스크바
2018년 7월 10일, 그는 FC 로코모티프 모스크바와 3년 계약을 체결했다.

### 힘키
2020년 8월 7일, 그는 2020-21 시즌을 앞두고 힘키로 임대 이적했다.
2021년 6월 7일, 그는 힘키로 영구 이적하여 2년 계약에 1년 연장 옵션을 추가하고, 2023년 7월 힘키를 떠났다.

## 국가대표팀 경력
2017년 11월, 이도우는 2017년 11월 14일 크라스노다르에서 열린 아르헨티나와의 친선 경기에서 나이지리아 국가대표팀에 소집되었고, 11월 14일 아르헨티나와의 경기에서 올라 아이나와 하프타임에 교체 출전하여 나이지리아의 3번째 골을 기록하며 4-2 승리를 이끌었다.
2018년 5월, 그는 러시아의 2018년 FIFA 월드컵 나이지리아 예비 23인 명단에 이름을 올렸다.

## 사생활
이도우의 아버지는 나이지리아인이고 어머니는 반은 러시아인, 반은 나이지리아인이다. 그는 나이지리아 오웨리에서 살았던 3살에서 6살 때를 제외하고는 상트페테르부르크에서 태어나고 자랐다. 이도우는 완벽한 러시아어를 구사하며 2017년 11월 크라스노다르에서 열린 경기에 앞서 열린 기자회견에서 나이지리아 대표팀의 임시 통역사로 일했다.